# كأس الدوري الياباني 2003
كأس الدوري الياباني 2003 (باليابانية: 2003年のJリーグカップ) هو الموسم 11 من كأس الدوري الياباني. أشرف على تنظيمه دوري الدرجة الأولى الياباني، وكان عدد الأندية المشاركة فيه 16، وفاز فيه أوراوا رد دايموندز.